# Piro
Piro är en ort i Indien.   Den ligger i distriktet Bhojpur och delstaten Bihar, i den nordöstra delen av landet, 800 km sydost om huvudstaden New Delhi. Piro ligger 84 meter över havet och antalet invånare är 28 967.
Terrängen runt Piro är mycket platt. Runt Piro är det mycket tätbefolkat, med 1 056 invånare per kvadratkilometer. Närmaste större samhälle är Jagdīspur, 15,2 km norr om Piro. Trakten runt Piro består till största delen av jordbruksmark.